# Omicidio dei coniugi Donegani
L'omicidio dei coniugi Donegani è un caso di duplice omicidio in cui furono vittime i coniugi Aldo Donegani, 77 anni, e Luisa De Leo, 61 anni.
I due scomparvero dalla città natale, Brescia, il 1º agosto 2005 e se ne persero le tracce per oltre due settimane, fino a quando i loro cadaveri vennero rinvenuti fatti a pezzi e chiusi in sacchi della spazzatura in una zona boschiva impervia in Val Paisco, al confine tra le province di Bergamo e Brescia, il 17 agosto 2005. Dalle salme mancavano le teste, che furono ritrovate circa un anno dopo, quella del marito il 4 febbraio 2006 e quella della moglie il successivo 16 novembre, in entrambi i casi nei boschi attorno al comune di Provaglio d'Iseo.
Le indagini si appuntarono su uno dei nipoti della coppia, Guglielmo Gatti, che viveva nella stessa casa degli zii; arrestato il giorno stesso del ritrovamento dei corpi, si professò innocente. Rinviato a giudizio sulla base di vari indizi e testimonianze, fu condannato all'ergastolo; l'iter processuale si concluse nel 2009. Non è mai stato effettivamente chiarito il movente.

## I fatti

### La sparizione
Il 1º agosto 2005 l'appuntato Luciano De Leo, 35enne carabiniere in servizio presso la stazione di Castelfidardo, in provincia di Ancona, si recò a casa degli zii, Aldo Donegani e Luisa De Leo, che l'avevano invitato a trascorrere qualche giorno di ferie in loro compagnia. A mezzogiorno il carabiniere suonò al campanello della casa di famiglia, una villetta a due piani degli anni '60 ubicata al civico 15 di via Ugolino Ugolini a Brescia, nell’Oltremella, senza ottenere risposta. Preoccupato, De Leo suonò al piano superiore, ove viveva per conto proprio un altro nipote della coppia, Guglielmo Gatti, 41enne disoccupato, personaggio schivo, solitario e riservato, da tempo studente fuori corso di ingegneria al Politecnico di Milano; Gatti era però fuori casa e aveva lasciato sul citofono un biglietto con scritto "torno dopo le 17". Raggiunto telefonicamente, disse di non sapere cosa potesse essere successo e di non vedere gli zii da qualche giorno. Di lì a poco tornò alla villa e, insieme a De Leo, provò ad aprire la porta di casa Donegani, che era però chiusa a chiave. Dopo aver tentato vanamente un contatto tramite il cellulare, che risultò staccato, i due allertarono i vigili del fuoco, i quali fecero irruzione nell'appartamento del pianterreno: al suo interno non c'era nessuno e tutto sembrava perfettamente in ordine, senza alcun oggetto mancante. Ugualmente nel garage si trovavano l'autovettura Renault Clio e le biciclette usate dai due coniugi.
Gatti e De Leo si recarono quindi alla stazione dei Carabinieri di Brescia-San Faustino, dove sporsero denuncia di scomparsa, dando inizio alle indagini. Gli inquirenti, sotto la guida del sostituto procuratore Claudia Moregola, determinarono che la scomparsa dei coniugi dovesse risalire almeno a domenica 31 luglio, data alla quale risalivano le ultime testimonianze oculari (già discordanti) della loro presenza in città, segnatamente per seguire la messa presso la parrocchia di Sant'Antonio in via degli Antegnati; i vicini di casa e i negozianti presso i quali erano soliti far compere li avevano invece visti l'ultima volta il giorno prima, sabato 30 luglio, e lo stesso valeva per il nipote Luciano, che li aveva sentiti al telefono alle 11:39. A chi aveva parlato con loro, i coniugi avevano detto di attendere visite e di avere alcuni appuntamenti programmati per la settimana entrante.

### Le indagini
La pista di un allontanamento volontario, pur avvalorata da alcuni dettagli (l'assenza in casa del mazzo di chiavi principale - era rimasto quello di scorta - e la testimonianza di un amico di famiglia che asseriva di aver raccolto una loro confidenza di tale tenore), era in contrasto con la presenza nella dimora sia dell'auto e delle bici, sia di alimenti deperibili (avanzi di sugo e pasta nel forno, vari vasetti di yogurt in frigorifero), sia anche alla luce del fatto che i coniugi fossero da poco rientrati dalla loro consueta villeggiatura a San Benedetto del Tronto, dove si recavano ogni anno. Inoltre, nessun messaggio era stato lasciato dentro l'appartamento e, a differenza delle altre volte in cui mancavano da casa, i Donegani non avevano dato alcuna disposizione ai vicini riguardo la cura del giardino di casa e il ritiro della posta. Luisa De Leo, nondimeno, era impegnata quasi tutti i giorni come volontaria alla già citata parrocchia di Sant'Antonio, per la quale si occupava, a turno con altri, di gestire il bar; non aveva dato nessuna indicazione ai "colleghi" riguardo eventuali salti di turno. Infine il cellulare che i due utilizzavano risultava del tutto irrintracciabile, come se fosse spento.
Si ipotizzò pertanto che i due potessero essere incorsi in un qualche incidente mentre compivano una breve escursione: via Ugolini non è infatti distante da vari percorsi ciclopedonali che portano verso le campagne e le colline dell'hinterland bresciano, e i Donegani ne erano assidui frequentatori. Al nipote Guglielmo Gatti era inoltre intestata una seconda casa all'Aprica, nella quale ugualmente si recavano e dove probabilmente sarebbero andati ai primi di agosto insieme all'altro nipote carabiniere, che però definì impossibile l'ipotesi che potessero essere partiti prima del suo arrivo a Brescia senza dirgli nulla. Le ricerche in tal senso (anche nei fiumi e dragando lo stagno della Fantasina) non diedero esito.
L'altra pista conduceva allo scenario di un'azione delittuosa, ipotesi per la quale era però difficile individuare un movente plausibile, a cominciare da quello venale, poiché da casa non mancava alcun articolo di valore e i coniugi non erano particolarmente benestanti: Donegani era un ex operaio metalmeccanico e De Leo una casalinga; dall'esame del loro conto corrente non emerse alcun movimento sospetto. I due inoltre avevano molte amicizie ed erano generalmente molto benvoluti nella loro zona. Un particolare interessante in tale ottica era che Donegani, all'insaputa dei più, collezionasse armi da fuoco: i "pezzi" rinvenuti nella villa erano tutti regolarmente dichiarati e le analisi non evidenziarono un loro utilizzo da parte del padrone di casa. Dalle indagini emerse però che dalla collezione mancavano tre pistole, denunciate alle autorità nel 1975, ma probabilmente esse erano solo state cedute a terzi, omettendo di darne comunicazione a chi di dovere.
Fin da subito gli inquirenti ascoltarono ripetutamente e lungamente Guglielmo Gatti, che ostentava un atteggiamento calmo e misurato, ribadendo sia a loro che ai cronisti che seguivano la vicenda di non sapersi spiegare la sparizione degli zii. Iniziarono anche i rilievi nella villetta di via Ugolini, durante i quali fu da un lato riscontrata l'assenza di alcuni vestiti, delle carte d'identità e della macchina fotografica utilizzata dai coniugi, ma d'altronde fu rinvenuto (spento e scarico) il cellulare che era stato vanamente cercato con i sistemi di tracciamento; apparentemente però non si manifestò alcun elemento dirimente per la risoluzione della vicenda. Le ricerche, frattanto, spaziavano su tutta la provincia di Brescia.

### Il ritrovamento delle salme e il fermo di Gatti
Attorno a Ferragosto 2005 un residente a Corteno Golgi, comune della Val Camonica, informò i Carabinieri che il 1º agosto, attorno alle 15:30, mentre era in macchina col figlio 14enne sulla strada del passo del Vivione, una vettura Fiat Punto blu (modello di macchina detenuto da Guglielmo Gatti) proveniente in direzione opposta alla loro li aveva sfiorati ad alta velocità, rischiando di causare un incidente. Il ragazzino, in particolare, riconobbe nell'autista il nipote dei Donegani, affermando di averlo visto pallido, sudato e trafelato.
Le ricerche vennero quindi potenziate nella zona e il 17 agosto, durante un giro di perlustrazione, alcuni uomini del Corpo Forestale dello Stato e del Soccorso Alpino rinvennero lungo la scarpata di un vallone profondo circa 400 metri in Val Paisco (laterale della Val Camonica, tra la bergamasca e il bresciano), poco lontano dal Vivione, una decina di sacchetti della spazzatura, dentro cui erano chiusi i resti smembrati di due cadaveri in avanzato stato di decomposizione. Poco discoste, furono trovate delle cesoie imbrattate di sangue e alcune buste della spesa compatibili con gli acquisti fatti dai due coniugi prima di sparire.
Appena le salme, da cui mancavano le teste (trovate poi altrove diversi mesi dopo da dei cercatori di funghi), furono identificate come appartenenti a Aldo e Luisa Donegani, la Procura della Repubblica di Brescia mise sotto indagine Guglielmo Gatti per duplice omicidio premeditato, vilipendio e occultamento di cadavere, disponendone l'immediata custodia cautelare in carcere.

### L'iter giudiziario
Ad incastrare il nipote intervennero alcuni elementi: oltre alla testimonianza dell'automobilista e del figlio lungo il passo del Vivione, una vicina di casa dei Donegani disse di aver sentito dei rumori sospetti la notte del 30-31 luglio, di essersi affacciata e di aver visto Guglielmo Gatti in giardino, che l'aveva tranquillizzata. Un'albergatrice di Breno, sempre in Val Camonica, affermò di avergli dato una camera la notte seguente, ma di non averlo registrato dal momento che era arrivato molto tardi per poi ripartire molto presto. Nondimeno, nell'appartamento di Gatti, al piano superiore di via Ugolini, fu altresì ritrovato lo scontrino della spesa fatta dagli zii al sabato e una nuova ispezione alla villa, eseguita con l'ausilio del luminolo, evidenziò nel garage in uso al nipote la presenza di amplissime tracce di sangue ripulite, fino a un'altezza di un metro da terra, tali da far ritenere che quella stanza fosse stata l'effettiva scena del crimine; residui ematici furono anche repertati nell’autovettura e su una scarpa di Gatti. I cugini del ramo materno dissero altresì che da quel vano, il giorno della denuncia della scomparsa, proveniva un forte odore di candeggina. Gli inquirenti ricostruirono così la dinamica dei fatti: attorno a mezzogiorno di sabato 30 luglio Gatti avrebbe avvelenato gli zii, o quantomeno somministrato loro un narcotico, per poi trasportarli nel box e lì dissezionarli (forse prima ancora che fossero clinicamente morti) con le cesoie. Completata l’operazione e ripulito l’ambiente dal sangue, l’indomani avrebbe caricato i resti in macchina e si sarebbe diretto verso il passo del Vivione per sbarazzarsene, fermandosi poi a dormire a Breno. Il 1º agosto avrebbe quindi fatto rientro a Brescia, venendo frattanto raggiunto dalla telefonata di Luciano De Leo, non prima però di essersi fermato in un autolavaggio a pulire la macchina.
Dal canto proprio, Gatti si dichiarò innocente e vittima di un tentativo di "incastrarlo", negando di essere mai stato in Val Camonica in quei giorni, sostenuto in ciò da parte della sua stessa famiglia e da alcuni giornali che misero in evidenza la presenza di incongruenze e lacune nel sistema accusatorio.
La difesa, nella persona dell'avvocato Luca Broli, chiese il rito immediato: il processo si aprì a metà 2006 dinnanzi alla Corte d'assise di Brescia e il 16 maggio 2007 Guglielmo Gatti fu riconosciuto colpevole e condannato all'ergastolo con tre anni d'isolamento diurno. La sentenza fu confermata in Appello il 20 giugno 2008 e infine dalla Cassazione il 12 febbraio 2009. Nelle motivazioni, pur non essendo possibile individuare un sicuro movente, i giudici ipotizzano che Gatti potesse aver sfogato nel crimine il rancore e l'invidia accumulati nei confronti dell'esistenza varia e attiva degli zii e coinquilini, specie a riscontro della sua vita monotona e solitaria.

## Dopo il processo
Pur non avendo mai smesso di professare la propria innocenza, Guglielmo Gatti (che sconta l'ergastolo presso il carcere di Opera, dedicandosi perlopiù allo studio e alla gestione della biblioteca interna al penitenziario) ha rifiutato negli anni le proposte dei suoi legali di chiedere una revisione del processo; nel 2019 chiese però di poter accedere all'indulto, ma l'istanza fu respinta. Nel 2021 ha usufruito per la prima volta di alcuni benefici al regime detentivo.
Dal momento che la condanna escluse Gatti dalla possibilità di ereditare dagli zii, la villetta di via Ugolini a Brescia entrò in un "limbo", poiché per diversi anni non fu chiaro se fosse passata alla famiglia De Leo o al demanio. Essa rimase così sostanzialmente disabitata per oltre 11 anni, nonostante alcuni tentativi di venderla, anche solo parzialmente, all'asta per racimolare almeno parte del risarcimento che il nipote era stato condannato a corrispondere al resto della famiglia; l'incuria fece crescere una rigogliosa vegetazione infestante in giardino. Nel 2016 lo stabile fu altresì soggetto a un'occupazione abusiva perpetrata da alcune associazioni e centri sociali, che fecero sistemare al piano rialzato una famiglia sfrattata dalle case popolari; l'intrusione si concluse dopo pochi giorni allorché vennero staccate le utenze di metano, elettricità e acqua alla casa. Otto persone furono rinviate a giudizio con le accuse di occupazione abusiva aggravata, danneggiamento e riunione senza preavviso al Questore; il processo si concluse nel 2023 con l'assoluzione di 6 imputati per non aver commesso il fatto, mentre per gli altri 2 intervenne la prescrizione.
La completa cessione dell'immobile a terzi è stata infine perfezionata nel 2017 e nel 2023 la dimora è stata sottoposta a una consistente ristrutturazione.